# Altes Gemeindehaus (Gossau SG)

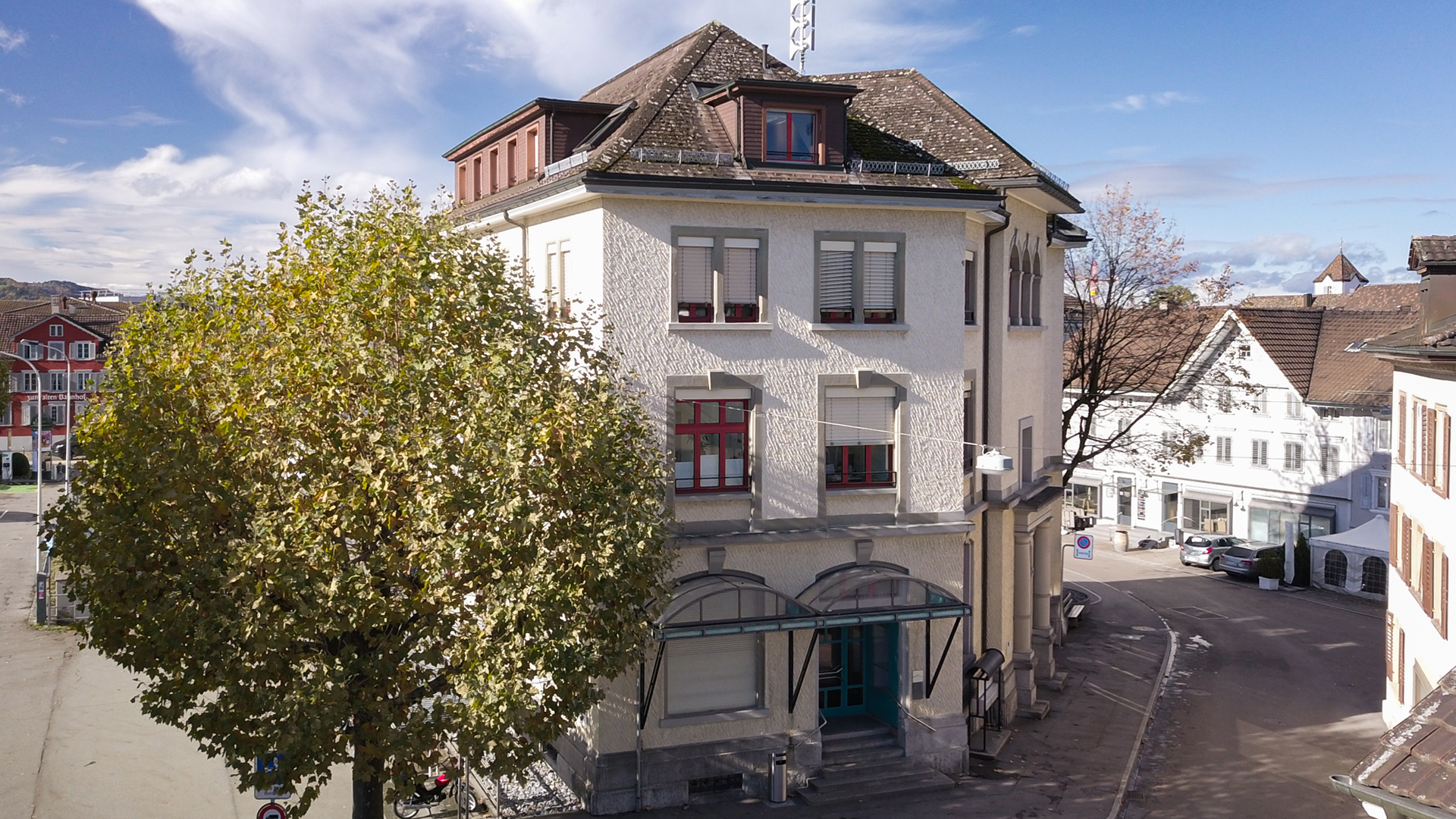
Das alte Gemeindehaus an der Gutenbergstrasse 8 in Gossau SG, wie es sich im Jahr 2023 präsentiert.

Das alte Gemeindehaus an der Gutenbergstrasse 8 in Gossau SG wurde 1898 von Gustav Adolf Müller aus St. Gallen für die Politische Gemeinde als «Gemeindehaus mit Post und Telegraph» erbaut. Beim hochaufragenden und ortsbildprägenden Bau handelt es sich um das erste öffentliche Dienstleistungszentrum in Gossau.

## Architektonische Merkmale
Der über einem abgewinkelten Grundriss erstellte Massivbau mit drei Vollgeschossen und einem ausgebauten Dachgeschoss ist für Gossaus Identität wichtig. Das Erdgeschoss ist mittels umlaufendem Gesims als Sockel ausgeschieden, die Fassade ist grob verputzt. Das Erdgeschoss weist stichbogige Fenster auf, markant gerahmte Fensteröffnungen prägen die Obergeschosse. Der Hauptzugang an der Gutenbergstrasse erfolgt über Stufen. Rückseitig hat das Gebäude eine überdeckte Rampe. Die Renovation von 1988 hat Rücksicht auf den Originalzustand genommen.